# LZ 24 'L3'

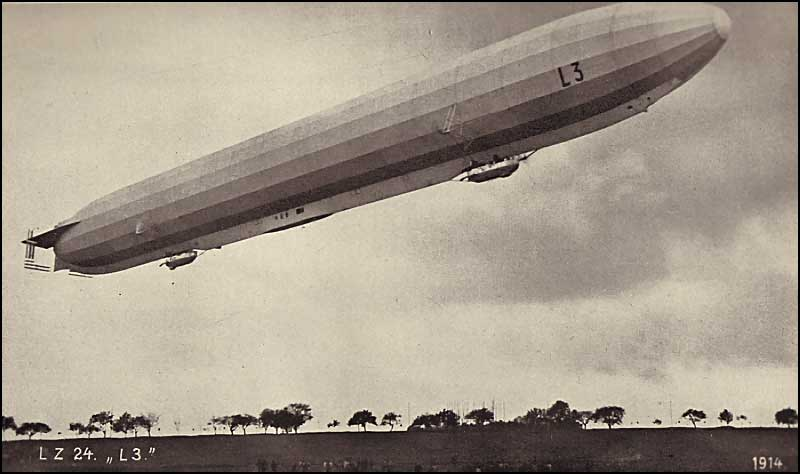
LZ 24 'L3' in 1914

De LZ24 L3 was een zeppelin bij de Duitse marine. Het luchtschip maakte zijn eerste vlucht op 11 mei 1914.
De L3 was het eerste luchtschip van het M-type. Het voerde 24 verkenningsvluchten boven de Noordzee, en nam deel aan de eerste aanval op Engeland op 20 januari 1915. Het schip werd vernietigd door de bemanning na een noodlanding door motorpech in Denemarken op 17 februari 1915.